# Эбергардина София Эттингенская
Эбергарди́на Софи́я Эттинге́нская (нем. Eberhardine Sophie von Oettingen), или Эбергарди́на Софи́я Э́ттинген-Эттинге́нская (нем. Eberhardine Sophie von Oettingen-Oettingen; 16 августа 1666, Эттинген, Графство Эттинген — 30 октября 1700, Аурих, Графство Остфрисланд) — принцесса из ветви Эттинген-Эттинген дома Эттингенов, дочь князя Эттингена Альбрехта Эрнста I. Супруга князя Кристиана Эберхарда; в замужестве — княгиня Остфрисланда.

## Происхождение
Родилась в Эттингене 16 августа 1666 года. Она была дочерью князя Эттингена Альбрехта Эрнста I и Кристины Фридерики Вюртембергской, герцогини из Вюртембергского дома. По отцовской линии приходилась внучкой графу Эттингена из ветви Эттинген-Эттинген дома Эттингенов Иоахиму Эрнсту и Анне Доротее Гогенлоэ-Нойнштейнской, графини из дома Гогенлоэ. По материнской линии была внучкой герцога Вюртемберга Эберхарда III и его первой супруги Анны Катарины Доротеи Сальм-Кирбургской, графини из дома Сальмов. 
В октябре 1674 года умерла мать Эбергардины Софии. В 1682 году её отец сочетался вторым браком со свояченицей, герцогиней Эбергардиной Катариной Вюртембергской. Юная графиня, вместе с мачехой, которая приходилась ей также тётей по материнской линии, жила при дворе в Байройте. Здесь в 1685 году их посетила вдовствующая княгиня Остфрисланда Кристина Шарлотта Вюртембергская, которая также приходилась Эбергардине Софии тётей по материнской линии. В Байройте вдовствующая княгиня встретилась со своим сыном, князем Остфрисланда, с которым не виделась до этого в течение нескольких лет. Родственники решили устроить кузенный брак Эбергардины Софии и Кристиана Эрхарда, для чего расторгли их прежние помолвки.

## Брак и потомство
В Байройте 3 марта 1685 года Эбергардина София сочеталась браком с двоюродным братом, князем Остфрисланда Кристианом Эберхардом (1 октября 1665 — 30 июня 1708). На время свадьбы князь Остфрисланда находился под опекой матери, правившей княжеством на правах регента. После свадьбы молодые супруги провели при дворе в Байройте год, после чего прибыли к имперскому двору в Вене. В 1690 году они переехали в Аурих, где муж Эбергардины Софии приступил к самостоятельному правлению. В браке князя и княгини Остфрисланда родились двенадцать детей:
- дочь (род. и ум. 30 января 1686);
- Леопольд Игнациус (10 февраля 1687 — 11 июля 1687);
- Кристина София[нем.] (15 марта 1688 — 31 марта 1750), в Штадтильме 31 декабря 1729 года сочеталась браком с князем Шварцбург-Рудольштадта Фридрихом Антоном (14 августа 1692 — 1 сентября 1744);
- Мария Шарлотта[нем.] (10 апреля 1689 — 9 декабря 1761), в Аурихе 10 апреля 1709 года сочеталась браком с двоюродным дядей, графом Крихингена и Пюттлингена Фридрихом Ульрихом Остфрисландским[нем.] (1 января 1668 — 12 марта 1710);
- Георг Альбрехт (13 июня 1690 — 12 июня 1734), князь Остфрисланда с 1708 года, в Идштайне 24 сентября 1709 года сочетался первым браком с Луизой Кристиной Нассау-Идштайнской (31 марта 1691 — 13 апреля 1723), дочерью графа Нассау-Идштейна из дома Нассау Георга Августа, сочетался вторым браком в замке Преч 8 декабря 1723 года с Софией Каролиной Бранденбург-Кульмбахской (31 марта 1707 — 7 июня 1764), дочерью маркграфа Бранденбург-Байрейта из дома Гогенцоллернов Кристиана Генриха;
- Ульрих Фердинанд (18 июля 1691 — 21 сентября 1691);
- Карл Эмануэль (25 декабря 1692 — 3 августа 1709);
- сын (род. и ум. 1694);
- Фридерика Вильгельмина (4 октября 1695 — 24 июля 1750);
- Август Энно (13 февраля 1697 — 3 августа 1725);
- Юлиана Луиза (13 июня 1698 — 6 февраля 1740), в Брауншвейге 17 февраля 1721 года сочеталась браком с герцогом Шлезвиг-Гольштейн-Зондербург-Плёна Иоахимом Фридрихом (9 мая 1668 — 25 января 1722);
- Кристина Шарлотта (7 сентября 1699 — 23 августа 1733).

Современники описывали Эбергардину Софию, как красивую, благочестивую и милостивую женщину. Она тяжело заболела после купания в реке Швальбах и скоропостижно скончалась 30 октября 1700 года в Аурихе. Останки молодой княгини были погребены в кирхе Святого Ламберта. Менее, чем через год после смерти жены, 29 сентября 1701 года князь Остфрисланда сочетался вторым морганатическим браком с фрейлиной покойной супруги, которой даровал титул госпожи Сандхорст.

## Комментарии
1. ↑  В XVI веке после раскола графского дома Эттингенов по конфессиональному признаку образовались несколько линий: представители ветви Эттинген-Эттинген исповедовали лютеранство, представители ветвей Эттинген-Спилберг, Эттинген-Валлерштейн и Эттинген-Бальдерн — католичество. Первым имперским князем в ветви Эттинген-Эттинген стал Альбрехт Эрнст I, отец Эбергардины Софии[3].